# 阿沃奈
阿沃奈（法語：Avenay，法語發音：[avnɛ] ⓘ）是法国卡尔瓦多斯省的一个市镇，属于卡昂区。

## 地理
阿沃奈（49°6'4"N, 0°27'37"W）面积5.62 平方千米，位于法国诺曼底大区卡爾瓦多斯省，该省份为法国西北部沿海省份，北濒大西洋英吉利海峡，东北与滨海塞纳省以海上边界相接，东临厄尔省，南至奧恩省，西与芒什省接壤。
与阿沃奈接壤的市镇（或旧市镇、城区）包括：奥恩河畔阿马耶、埃凯圣母村、埃夫勒西、迈泽、维约。

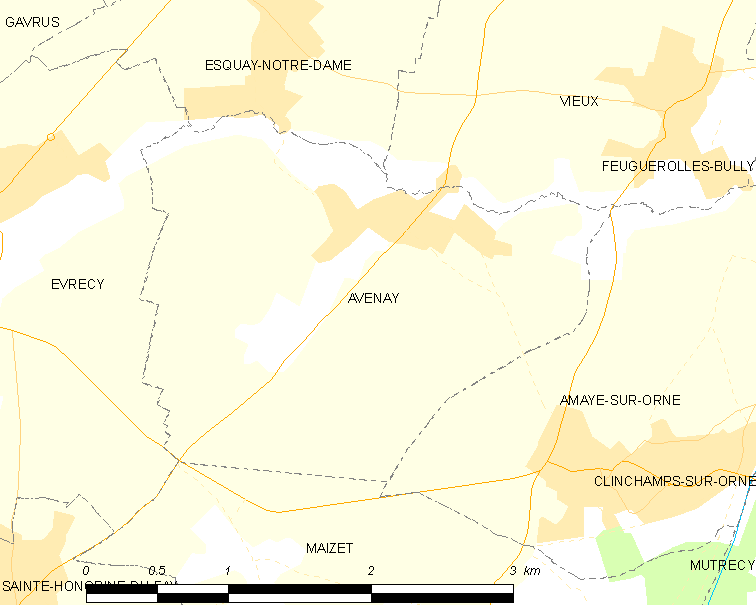
阿沃奈的OSM定位图

阿沃奈的时区为UTC+01:00、UTC+02:00（夏令时）。

## 行政
阿沃奈的邮政编码为14210，INSEE市镇编码为14034。

## 政治
阿沃奈所属的省级选区为埃夫勒西县。

## 人口

1962-2008年间阿沃奈人口变化图示

阿沃奈于2022年1月1日时的人口数量为561人。